# Ust´-Isza
Ust´-Isza (ros. Усть-Иша) – wieś (sieło) w Rosji, w Kraju Ałtajskim, w rejonie krasnogorskim. W 2010 liczyła 1390 mieszkańców.